# Misne Chasma
Misne Chasma is een kloof op de planeet Venus. Misne Chasma werd in 1985 genoemd naar Misne, een Mansi (Siberië) bosnimf.
De kloof heeft een lengte van 610 kilometer en bevindt zich in het quadrangle Snegurochka Planitia (V-1).